# Georg Gaffky
Georg Theodor August Gaffky (Hannover, 17 febbraio 1850 – 23 settembre 1918) è stato un medico tedesco.
Direttore dellIstituto di Igiene di Gießen, successe a Robert Koch nella direzione del reparto malattie infettive dell'ospedale di Berlino.
Nel 1884 coltivò il bacillo del tifo, isolato nel 1880 da Karl Joseph Eberth.